# Bottle It Up
Bottle It Up è un singolo della cantante statunitense Sara Bareilles, pubblicato nel 2008 ed estratto dall'album Little Voice.

## Tracce
- CD Singolo (UK)

1. Bottle It Up (radio edit) – 3:21
2. In Your Eyes (live) – 5:24

## Video
Il videoclip della canzone, uscito nell'aprile 2008, è stato diretto da Marcos Siega.